# Мамедов, Георгий Энверович
Гео́ргий Энве́рович Маме́дов (род. 9 сентября 1947, Москва, СССР) — советский и российский дипломат. Чрезвычайный и полномочный посол (1992).

## Биография
По происхождению — азербайджанец, родился в семье Энвера Мамедова (1923—2023) — заместителя председателя Гостелерадио СССР в 1962—1985 годах. 
В 1970 году окончил МГИМО. Кандидат исторических наук. Владеет английским и шведским языками.
С 1970 по 1974 год учился в аспирантуре Института США и Канады Академии наук СССР. В 1972—1973 годах стажировался в Посольстве СССР в США, в 1974—1977 годах — младший научный сотрудник Института США и Канады.

### Дипломатическая деятельность
- В 1977—1981 годах — работал в Посольстве СССР в США: атташе, третьим, вторым секретарём посольства.
- В 1981—1989 годах — второй, первый секретарь, советник, заместитель заведующего отделом, первый заместитель начальника Управления США и Канады МИД СССР.
- В 1989—1990 годах — первый заместитель начальника Управления США и Канады МИД СССР.
- В 1990—1991 годах — начальник Управления США и Канады МИД СССР[1].
- В 1991 году — заместитель министра иностранных дел Российской Федерации.
- В 1993—1995 годах — входил в состав Межведомственной комиссии по военно-техническому сотрудничеству Российской Федерации с зарубежными странами.
- В 1993—1994 годах — член Правительственной комиссии по выбору районов для размещения объектов по уничтожению химического оружия на территории Российской Федерации.
- В 1994—1995 годах — глава Межведомственной комиссии по вопросам защиты пограничных интересов Российской Федерации.
- В 1995 году — заместитель руководителя Межведомственной комиссии Российской Федерации по сотрудничеству с международными финансово-экономическими организациями и G-7.
- В 1995—1996 годах — член Государственного комитета Российской Федерации по оборонным отраслям промышленности.
- В 1997 году — в составе Межведомственной комиссии Совета Безопасности Российской Федерации по оборонной безопасности.
- В 1997—2003 годах — заместитель министра иностранных дел Российской Федерации.
- С 5 июня 2003 по 24 октября 2014 года — чрезвычайный и полномочный посол Российской Федерации в Канаде[2][3].

## Семья
- Дочь — Taтьяна Мамедова, художник по костюмам.
- Приёмный сын — Сергей Мамедов, бизнесмен, владелец компании «Волгабурмаш», председатель совета директоров ОАО «БТМ-групп»[4].
- Внуки — Давид и Лев, сыновья Татьяны, а также Евгений, Георгий и Павел — сыновья от гражданского брака Сергея с теннисисткой Анастасией Мыскиной[4][5][6][7].

## Дипломатический ранг
- Чрезвычайный и полномочный посол (5 июня 1992)[8].

## Награды
- орден Почёта (7 июня 1996) — за заслуги перед государством и многолетний добросовестный труд[9];
- орден «За заслуги перед Отечеством» IV степени (14 ноября 2002) — за активное участие в реализации внешнеполитического курса Российской Федерации и многолетнюю добросовестную работу[10];
- знак отличия «За безупречную службу» XXX лет (26 января 2008) — за большой вклад в реализацию внешнеполитического курса Российской Федерации и многолетнюю добросовестную дипломатическую службу[11];
- почётная грамота Президента Российской Федерации (16 ноября 2012) — за вклад в реализацию внешнеполитического курса Российской Федерации[12];
- заслуженный работник дипломатической службы Российской Федерации (21 декабря 2013) — за большой вклад в реализацию внешнеполитического курса Российской Федерации, заслуги в научно-педагогической деятельности и многолетнюю добросовестную работу[13];
- орден Дружбы народов[14].